# Potatuck
A tribo Potatuck (também Pohtatuck, Pootatuck) era uma tribo nativa americana que existiu durante e antes dos tempos coloniais no oeste de  Connecticut, Estados Unidos. Eles eram um sub-grupo da nação Paugussett  e viveram no que é hoje Newtown, Woodbury e Southbury. Eles foram uma cultura de agricultura e pesca, cultivando milho, abóbora, feijão e tabaco e pesca em água doce e, possivelmente, de viajar para a costa para pescar nos meses de verão.
Eles finalmente se reuniram com o Weantinock e outros indígenas para formar os Schaghticokes no oeste de Connecticut.[carece de fontes?]